# Jože Balažic (glasbenik)
Jože Balažic, slovenski glasbenik, * 18. maj 1944, Beltinci, † 6. maj 2022.
Jože Balažic je bil najbolj poznan kot trobentar v zadnjem obdobju Ansambla bratov Avsenik, kjer je nadomestil dolgoletnega člana Franca Koširja.

## Življenje
Rodil se je 18. maja 1944 v Beltincih v Prekmurju. V Murski Soboti je končal gimnazijo, v času katere je že igral v ansamblu, vendar so igrali pretežno dixieland, vmes pa kakšno domačo skladbo. Po maturi se je vpisal na Akademijo za glasbo v Ljubljani in tam diplomiral pri profesorju Tonetu Grčarju. Pred Avseniki je bil deset let zaposlen v simfoničnem orkestru Slovenske filharmonije. Sodeloval je tudi z različnimi ansambli, med drugim Ansamblom Vilija Petriča, Ansamblom Gorenjci in Ansamblom Borisa Kovačiča. Pogosto je namesto drugih snemal trobento za arhivske posnetke. Že leta 1970 je za Avsenike zaradi Koširjevih zdravstvenih težav posnel ploščo z olimpijskimi temami.
Ob božiču leta 1984 ga je Vilko Ovsenik povabil v Ansambel bratov Avsenik, ki se mu je pridružil naslednje leto. Po eni vaji je z njimi že spomladi 1985 odšel na turnejo po zahodni Evropi, pozneje pa je bil z njimi tudi v ZDA in Kanadi. Nekaj časa je še nastopal skupaj s Francem Koširjem, ki je skrbel za humor, skladbo za dve trobenti Pesem za tebe pa sta odigrala skupaj. Sam je pozneje povedal, da se je pri ansamblu najbolj razumel s klarinetistom Albinom Rudanom. Pri tej zasedbi je Balažic ostal vse do konca njenega delovanja leta 1990. Skupno je z njimi posnel deset velikih plošč, kot priznanje je prejel eno zlato in eno platinasto ploščo.
Po koncu delovanja Avsenikovega ansambla Balažic leto dni ni nastopal nikjer, nato pa se je za stalno zaposlil na glasbeni šoli Ljubljana-Moste kot glasbeni pedagog. Od leta 1995 je igral v Ansamblu Mira Klinca. Z družino se je naselil v Ljubljani.
Leta 2015 je prišlo do požara v njegovi manjši hiši v Ljubljani, v kateri je občasno prespal. Hiša je bila uničena do tal, Balažic pa je bil nepoškodovan, saj se je le kakšno uro pred požarom odpravil od doma.